# Medinillasläktet
Medinillasläktet (Medinilla) är ett växtsläkte inom familjen medinillaväxter med cirka 220–400 arter från Afrika, Asien och Polynesien. Några arter odlas i Sverige som krukväxter.
Släktet består av städsegröna buskar och träd, mer sällan lianer. De kan vara markväxande eller epifytiska. Stammarna är fyrkantiga eller cylindriska, ibland suckulenta. Bladen är motsatta till kransställda, med eller utan bladskaft. Bladskivan är vanligen kal med helbräddad eller tandad kant. Blommorna sitter i knippen eller klasar som kan vara toppställda eller kommer fram i bladvecken, mer sällan direkt på stammen eller jordstammen. Själva blommorna är fyr- till sextaliga, ibland stödda av praktfulla högblad. Ståndarna är dubbelt så många som kronbladen. Frukten är ett bär med många frön.